# Gustav Just

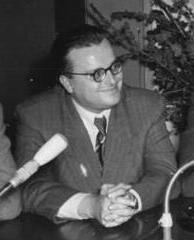
Gustav Just, 1954

Gustav Just (* 16. Juni 1921 in Reinowitz, Tschechoslowakei; † 23. Februar 2011 in Prenden) war ein deutscher Journalist, Politiker (SED, SPD), Autor und Übersetzer.

## Leben
Just, Sohn eines Schlossers trat 1938 in die Hitler-Jugend ein. Nach dem Abitur 1940 meldete er sich als Kriegsfreiwilliger und nahm am Krieg gegen die Sowjetunion teil, wo er mehrere Verletzungen erlitt und zum Leutnant befördert wurde. 1944 heiratete er die spätere Tanzfilm-Regisseurin Erika Just. Von Mai 1945 bis Mai 1946 arbeitete er als Steinschleifer in Jablonec. Im Rahmen der Vertreibung der Deutschen aus der Tschechoslowakei wurde er im Mai 1946 nach Deutschland ausgesiedelt und arbeitete als Steinschleifer in Bad Schmiedeberg.
Anschließend absolvierte er einen Neulehrerkurs und war bis 1948 als Lehrer tätig. Von 1946 bis 1957 war Just Mitglied der SED und hatte verschiedene politische Funktionen inne. Zudem war er bis 1956 stellvertretender Chefredakteur der Wochenzeitung Sonntag, Mitglied des Schriftstellerverbandes und 1954/55 dessen Generalsekretär. Am 26. Juli 1957 wurde er als Mitglied der Harich-Gruppe wegen „Bildung einer konspirativen staatsfeindlichen Gruppe“ zusammen mit Walter Janka, Heinz Zöger und Richard Wolf zu vier Jahren Gefängnis verurteilt. Im gleichen Jahr wurde er aus der SED ausgeschlossen. Zuvor befand er sich bereits ein halbes Jahr in Untersuchungshaft. Nach 45 Monaten Haft in Bautzen, darunter 24 Monate Einzelhaft, nahm Just eine Tätigkeit als freiberuflicher Schriftsteller und Übersetzer tschechischer und slowakischer Literatur auf. Seine Leistung in diesem Bereich wurde 1998 mit dem Johann-Heinrich-Voß-Preis für Übersetzung geehrt. 1986 ging Just in den Ruhestand, war jedoch weiter literarisch tätig.
Im Dezember 1989 gründete er den SPD-Ortsverein Prenden und war seit 1990 Kreisvorsitzender der SPD Bernau und Mitglied des Kreistages. Am 5. Januar 1990 wurde das Urteil von 1957 aufgehoben. Bei der Landtagswahl in Brandenburg 1990 zog er für die SPD in den Landtag ein und wurde Alterspräsident. 1992 wurde bekannt, dass Just während des Zweiten Weltkriegs an der Erschießung von Juden in der UdSSR beteiligt gewesen war, worauf er von seinem Landtagsmandat zurücktrat.

## Publikationen
- Karl Marx zu Fragen der Kunst und Literatur. Aufbau, Berlin 1953
- Marx, Engels, Lenin und Stalin über Kunst und Literatur. Dietz, Berlin 1953
- Das schwedische Zündholz. Kriminalkomödie in 9 Bildern nach der Erzählung von Anton Tschechow. Henschelverlag, Berlin 1962
- Zeuge in eigener Sache. Die fünfziger Jahre. Geleitwort Christoph Hein. Buchverlag Der Morgen, Berlin 1990, ISBN 3-371-00301-9; Luchterhand, Frankfurt am Main 1990, ISBN 3-630-86736-7
- Deutsch, Jahrgang 1921. Ein Lebensbericht. (= Schriftenreihe des Wilhelm-Fraenger-Instituts Potsdam, 2) Verlag für Berlin-Brandenburg, Potsdam 2001, ISBN 3-935035-23-3; Vorwärts, Berlin 2007, ISBN 978-3-86602-399-4

## Übersetzungen
- Vera Adlová: Verwandlungen der Liebe, Berlin 1988
- Alfonz Bednár: Stunden und Minuten, Berlin 1974
- Kamil Bednář: Melodie der grünen Welt, Berlin 1978
- František Běhounek: Rebellion auf der Insel, Berlin 1966
- František Běhounek: Die Zehn von der „Alexander“, Berlin 1967
- Ervína Brokešová: Ich lebte von der Hoffnung, Berlin 1965
- Ivan Bukovčan: Ehe der Hahn kräht, Berlin 1977
- Karel Čapek: Dramen, Berlin [u. a.] 1976 (übersetzt zusammen mit Ilse Seehase)
- Karel Čapek: Reisebilder, Berlin [u. a.] 1978
- Elena Čepčeková: Keine Nachricht für Katka, Berlin 1971
- Bohuš Chňoupek: Kennwort „Weiße Frau“, Berlin 1988
- Václav Cibula: Prager Sagen, Berlin 1982
- Oldřich Daněk: Die Herzogin der Wallensteinschen Truppen, Berlin 1982
- Oldřich Daněk: König ohne Helm, Berlin 1977
- Oldřich Daněk: Der Krieg bricht nach der Pause aus, Berlin 1977
- Oldřich Daněk: Mord in Olmütz, Berlin 1980
- Oldřich Daněk: Zwei auf dem Pferd, einer auf dem Esel, Berlin 1972
- Jan Drda: Das sündige Dorf oder Der vergessene Teufel, Berlin 1967
- Mária Ďuríčková: Bratislavaer Sagen, Berlin 1985
- Emil Dzvoník: Die verlorenen Augen, Berlin [u. a.] 1979
- Václav Erben: Ein Denar in Mädchenhand, Berlin 1983
- Václav Erben: Der einsame tote Mann, Berlin 1977
- Václav Erben: Der Tod des talentierten Schusters, Berlin 1980
- Richard Feder: Jüdische Tragödie – letzter Akt. Potsdam 2004.
- Josef Frais: Die Männer vom unterirdischen Kontinent, Berlin 1984
- Jiří Fried: Das Gerücht, Berlin [u. a.] 1968
- Norbert Frýd: Die Kaiserin, Berlin 1975
- Ladislav Fuks: Das Bildnis des Martin Blaskowitz, Berlin [u. a.] 1983
- Ladislav Fuks: Der Fall des Kriminalrats, Berlin 1974
- Ladislav Fuks: Der Hütejunge aus dem Tal, Berlin 1979
- Ladislav Fuks: Die Mäuse der Natalie Mooshaber, Berlin 1982
- Ladislav Fuks: Die Toten auf dem Ball, Berlin 1976
- Jaroslav Hašek: Abstinenzler-Silvester und andere vergnügliche Geschichten, Berlin 1983
- Jaroslav Hašek: Böhmische Küche, Berlin 1985
- Jaroslav Hašek: Drei Mann und ein Hai, Berlin [u. a.] 1971
- Jaroslav Hašek: Geschichte der Partei des Gemäßigten Fortschritts im Rahmen des Gesetzes, Berlin 2005
- Jaroslav Hašek: Der verwirrte Laubfrosch und fünfunddreißig andere lustige Geschichten, Berlin 1974
- Jaroslav Hašek: Wie ich dem Autor meines Nachrufs begegnete, Berlin [u. a.] 1978
- Jaroslav Havlíček: Der Unsichtbare, Berlin 1977
- Miroslav Holub: New York. Berlin 1967.
- Miroslav Horníček: Einfach durchs Fenster, Berlin 1970
- Miroslav Horníček: Schach den Männern, Berlin 1982
- Miroslav Horníček: Die verheimlichte Geige, Berlin 1978
- Karel Houba: Karrieren, Berlin 1987
- Anton Hykisch: Es lebe die Königin, Berlin [u. a.] 1988
- Miroslav Ivanov: Der Mord an Wenzel, dem böhmischen Fürsten, zu dem es angeblich an dem Hofe seines Bruders Boleslav am Montag nach dem Namenstag der Heiligen Kosmas und Damianus gekommen ist. Union-Verlag, Berlin 1984.
- Jaroslav Hašek, Berlin [u. a.] 1983
- Klára Jarunková: Der Ausreißer, Hamburg 1975
- Klára Jarunková: Die Einzige, Berlin 1968
- Rudolf Jašík: Die Toten singen nicht, Berlin 1965
- Janko Jesenský: Tausch der Ehepartner und andere Humoresken, Berlin 1974
- Jan Jilek: Die Schaukelkuh, Berlin 1976
- Radek John: Memento, Berlin [u. a.] 1989
- Jan Kákoš: Von den drei Schönheiten der Welt, Berlin 1972
- Václav Kaplický: Die Ketzer von Prag, Berlin 1987
- Václav Kaplický: Zu Recht befunden, Berlin 1974
- Peter Karvaš: Tanz der Salome, Berlin [u. a.] 1992
- Jan Klíma: Der Tod liebt die Poesie, Berlin [u. a.] 1969
- Jaromíra Kolárová: Das Mädchen mit der Muschel, Berlin [u. a.] 1980
- Jaromíra Kolárová: Mein Junge und ich, Berlin [u. a.] 1977
- Jan Kostrhun: Weinlese, Berlin 1982
- Dušan Kováč: Geheimnis-Spiel, Berlin 1983
- Peter Kováčik: Palo träumt vom Sonnenroß, Berlin 1981
- Jan Kozák: Das Storchennest, Berlin 1981
- Jan Kozák: Der weiße Hengst, Berlin 1980
- František Kubka: Karlsteiner Vigilien, Berlin 1968
- Jiří Marek: Der Brandstifter, Berlin 1988
- Jiří Marek: Panoptikum alter Kriminalfälle, Berlin 1971 (übersetzt zusammen mit Karl-Heinz Jähn)
- Jiří Marek: Panoptikum der Altstadt Prag, Berlin 1981
- Jiří Marek: Panoptikum sündiger Leute, Berlin 1974 (übersetzt zusammen mit Karl-Heinz Jähn)
- Jiří Marek: Der Stern Sirius oder Liebevolle Plaudereien über Hunde, Berlin 1984
- Vladimír Mináč: Du bist nie allein, Berlin 1982
- Vladimír Mináč: Die Glocken läuten den Tag ein, Berlin 1974
- Vladimír Mináč: Die lange Zeit des Wartens, Berlin 1978
- Jiří Mucha: Alfons Mucha, Berlin 1986
- Vladimír Neff: Das Gewand des Herrn de Balzac. Berlin 1984.
- Vladimír Neff: Königinnen haben keine Beine, Berlin 1976
- Vladimír Neff: Der Ring der Borgias, Berlin 1979
- Vladimír Neff: Die schöne Zauberin, Berlin 1982
- Jan Otčenášek: Als es im Paradies regnete, Berlin 1975
- Vladimír Páral: Der junge Mann und der weiße Wal, Berlin 1976
- Vladimír Páral: Der Krieg mit dem Multitier, Berlin 1987
- Vladimír Páral: Der private Wirbelsturm, Berlin 1980
- L. M. Pařízek: Der Fluß der Zauberer, Berlin 1966[4]
- Eduard Petiška: Der ewige Jude von Prag. Praha 1997.
- Eduard Petiška: Der Golem, Berlin 1972
- Eduard Petiška: Der König aus der goldenen Wiege und andere Sagen und Legenden aus Böhmen und Mähren, Berlin 1984
- Eduard Petiška: Leben des heiligen Wenzeslaus und seiner Großmutter, der heiligen Ludmila, sowie des heiligen Adalbert. Praha 1994, ISBN 80-900129-7-3.
- Eduard Petiška: Sagen und Legenden aus dem alten Prag, Praha 1995
- Eduard Petiška: Sagenschatz der böhmischen Burgen, Praha 1994
- Eduard Petiška: Sagenschatz der mährischen Burgen, Praha 1995
- Zdeněk Pluhař: Endstation, Berlin 1983
- Arkadij I. Poltorak: Duell in München, Berlin 1972
- Prager Miniaturen. Ansichten aus der alten Zeit. Berlin 1985
- Bohumil Říha: Fünf Götter ziehen übers Meer, Berlin 1972
- Bohumil Říha: Kelch und Schwert, Berlin 1974
- Helena Šmahelová: Wolkenträume, Berlin 1968
- Štefan M. Sokol: Die Familienfeier, Berlin 1977
- Ján Solovič: Peter und Pavel, Bratislava 1986
- Ján Solovič: Das Recht auf Irrtum, Bratislava 1987
- Jiří Šotola: Das geborstene Kreuz, Berlin 1989
- Ludvík Souček: Fragezeichen über Gräbern, Berlin 1989
- Miloslav Stingl: Von Sasacus bis Geronimo, Berlin 1973
- Miloslav Stingl: Das Zeichen der Klapperschlange, Berlin 1977
- Valja Stýblová: Skalpell, bitte!, Berlin [u. a.] 1987
- Miloslav Švandrlík: Der orangefarbene Apfel und andere wahrscheinliche und unwahrscheinliche Geschichten, Berlin 1990
- Oldřich Syrovátka: Bunt wie der Regenbogen, Berlin 1974
- Ladislav Ťažký: Die verlorene Division
  - [hier] Bd. 2: Flucht aus der Hölle. Verlag der Nation, Berlin 1989, ISBN 3-373-00340-7.
- Ladislav Ťažký: Wiener Blut, Wien 2004
- Rudolf Těsnohlídek: Das schlaue Füchslein, Berlin 1976
- Josef Toman: Nach uns die Sintflut, Berlin 1968
- Josef Kajetán Tyl: Schwanda, der Dudelsackpfeifer, Berlin 1976
- Vladislav Vančura: Dirnen, Gaukler, Advokaten, Berlin 1975
- Vladislav Vančura: Launischer Sommer, Berlin 1971
- Vladislav Vančura: Der Messerschleifer, Leipzig 1985
- Jiří Weil: Leben mit dem Stern, Berlin 1973
- Osvald Zahradník: Solo für Schlag(uhr), Berlin 1974
- Miloš Zapletal: Der Pfad des Mutes, Halle 1990
- Miloš Zapletal: Sternenjäger, Berlin 1973
- Hana Zelinová: Jakubko, Berlin 1975